# Acetobacterium carbinolicum
Acetobacterium carbinolicum è una specie di batterio appartenente alla famiglia delle Eubacteriaceae.